# Њижни Скалњик
Њижни Скалњик (слч. Nižný Skálnik) насељено је мјесто са административним статусом сеоске општине (слч. obec) у округу Римавска Собота, у Банскобистричком крају, Словачка Република.

## Становништво
| Година:    | 1994. | 2004.   | 2014.   | 2024.   |
| ---------- | ----- | ------- | ------- | ------- |
| Број људи: | 184   | 192     | 191     | 187     |
| Разлика:   |       | +4,34 % | -0,52 % | -2,09 % |

| Година:    | 2023. | 2024.   |
| ---------- | ----- | ------- |
| Број људи: | 188   | 187     |
| Разлика:   |       | -0,53 % |

Према подацима о броју становника из 2024. године насеље је имало 187 становника.